# Aspö distrikt, Södermanland
Aspö distrikt är ett distrikt i Strängnäs kommun och Södermanlands län. Distriktet omfattar den norra delen av Tosterön (inklusive Aspön), den östra delen av Märsön, Oknön samt ett antal mindre kringliggande öar i Mälaren. Större delen av distriktet ligger i Södermanland medan den östra delen (området kring Oknön) ligger i Uppland.

## Tidigare administrativ tillhörighet
Distriktet inrättades 2016 och utgörs av en del av Aspö socken i Strängnäs kommun.
Området motsvarar den omfattning Aspö församling hade 1999/2000.